# Tramlijn 21 (Antwerpen)
Het Antwerpse tramnet heeft tussen 1920 en 1940 verschillende tramlijnen 21 gehad. De belangrijkste daarvan verbond tussen 1932 en 1940 het Station Land van Waas met Merksem.

## Geschiedenis
De eerste tramlijn 21 werd in 1920 in dienst genomen tijdens de Olympische Zomerspelen 1920 en verbond het Centraal Station met het Olympisch Stadion, via de Leien en de Brederodestraat als aanvulling van tramlijn 4. Na de Spelen werd deze rit weer opgeheven.
Op 2 januari 1929 werd lijn 21 ingelegd als versterkingsdienst voor tramlijn 24, met hetzelfde traject als de vorige lijn 21. De tram kreeg een blauw koersbord en had een rood doorstreept lijnnummer. Op 17 november 1930 werd het lijnnummer echter alweer vervangen door rit 24bis.
Op 1 maart werd een nieuwe lijn 21 ingelegd als versterkingsdienst voor tramlijn 12, van het station Land van Waas aan de Sint-Michielskaai naar Merksem. De lijn deelde zijn traject met lijn 12 tot aan het Schijnpoort (via de Leien, het Centraal Station en de Van Kerckhovenstraat). Daar reed lijn 12 door naar het slachthuis, terwijl lijn 21 het traject van tramlijn 3 verder volgde tot Merksem (Oude Bareel). In mei 1940 werd de lijn door de Duitse bezetter opgeheven.
De laatste versie van lijn 21 reed uit van 30 juni tot 1 september 1940, als pendeldienst tussen het Schijnpoort en station Antwerpen-Dam. Vanaf 2 september ging het baanvak over naar tramlijn 18 en verdween nummer 21 definitief uit het Antwerpse tramnet.

## Kenkleur
De tram had een blauw koersbord tussen 1929 en 1930 en een geel-blauw koersbord tussen 1932 en 1940.

## Buslijn 21
Later kreeg het Antwerpse stadsnet een buslijn 21, maar die heeft niets te maken met de tramlijn met dezelfde nummer.